# Ехінацея
Ехінаце́я (Echinacea) — рід багаторічних трав'янистих рослин родини айстрових.

## Загальна біоморфологічна характеристика

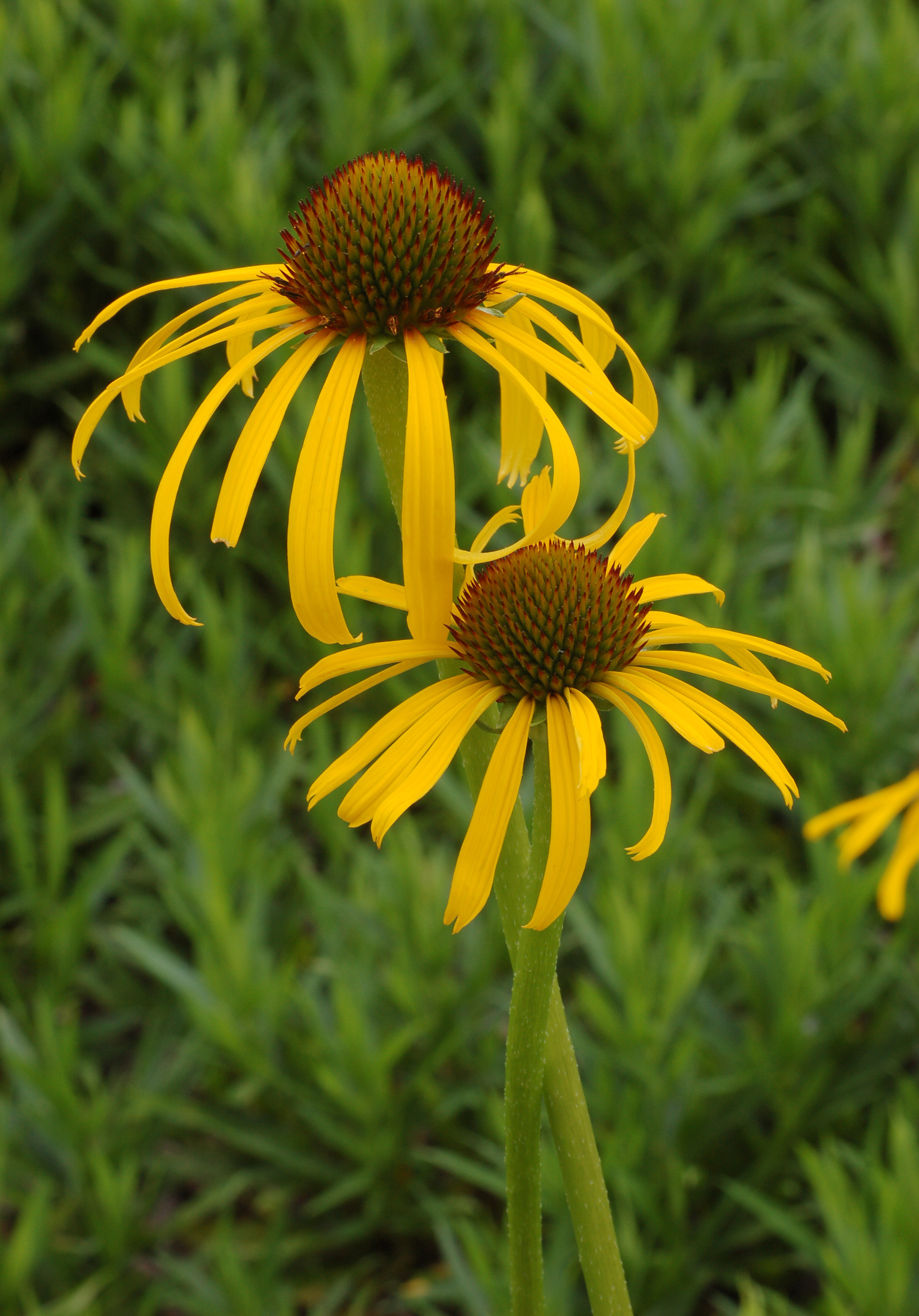
Квітка Echinacea paradoxa

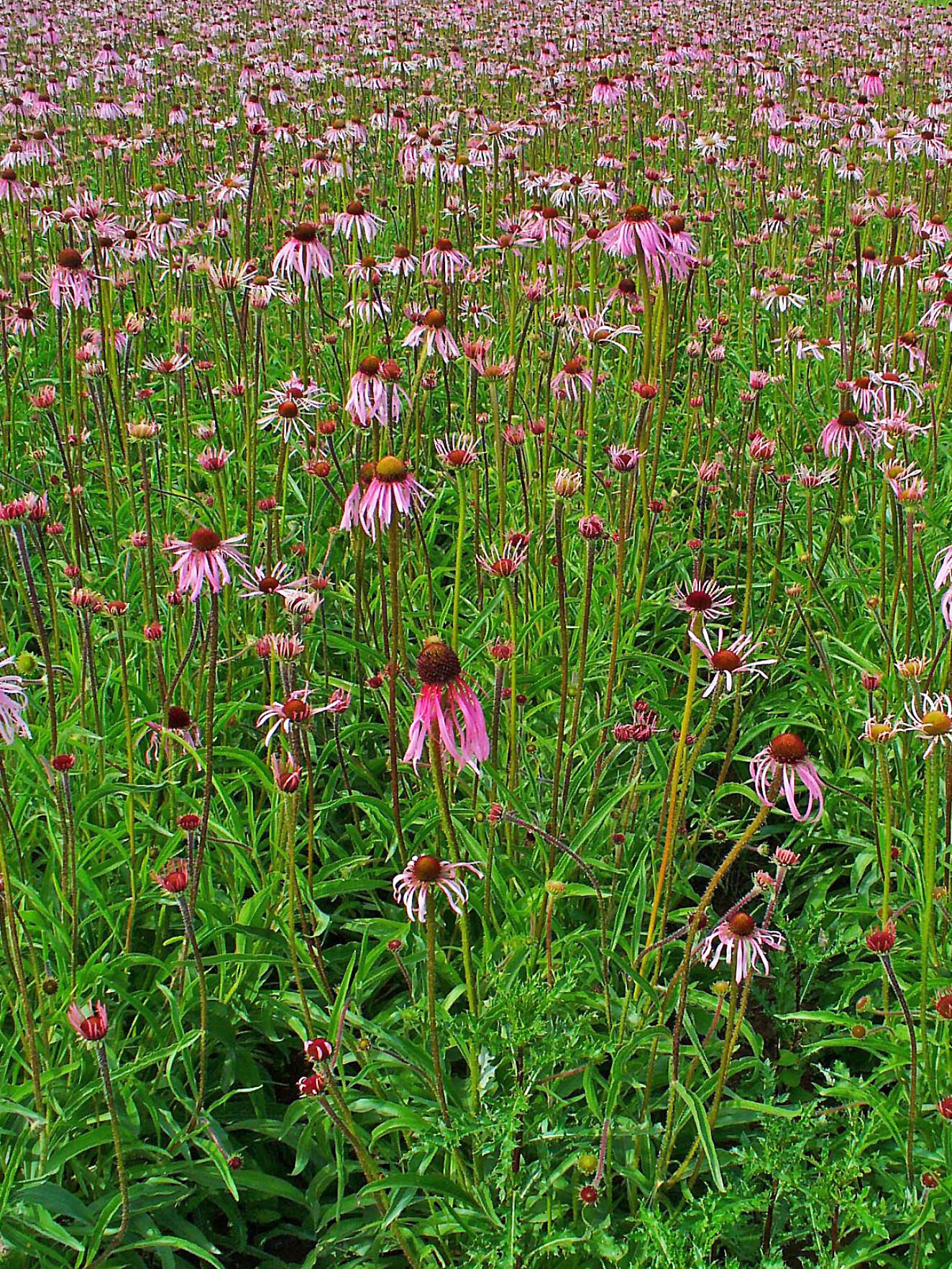
Echinacea pallida

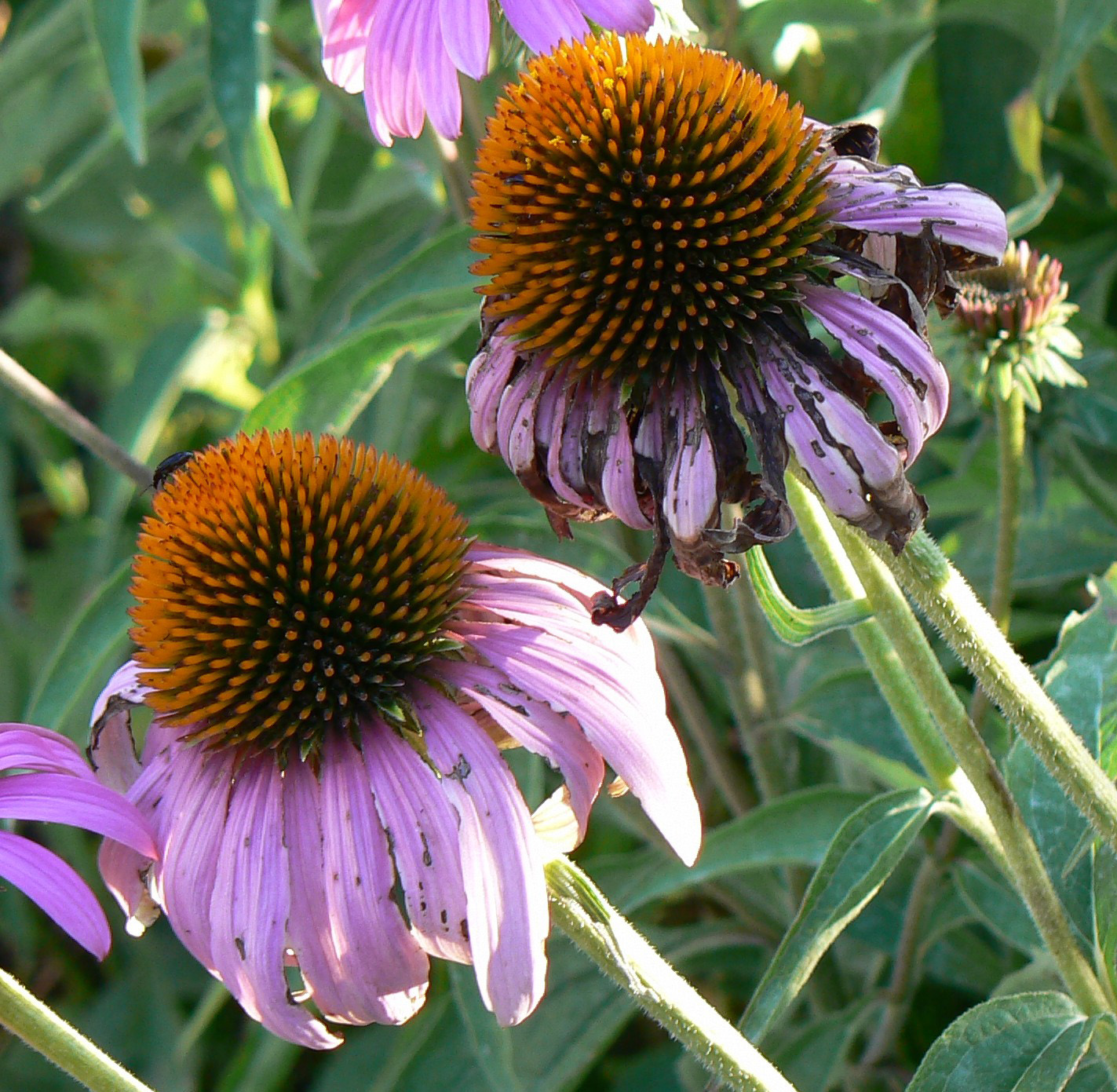
Echinacea angustifolia

Стебло пряме, до 150 см заввишки. Листки прості, овальні або лінійно-ланцетні, по краю — зубчасті, нижні — довгочерешкові, верхні — майже сидячі. На кінцях стебел квітки розташовані неоднаково: крайні — довгоязичкові, неплідні, пурпурові, темно-червоні або жовті; середні — трубчасті, двостатеві. Цвіте у липні — жовтні. Плід — сім'янка.

## Використання
Ехінацею пурпурову вирощують як цінну кормову культуру, багату білками, а також як декоративну і лікарську рослину. Батьківщина цієї цілющої рослини — Північна Америка.
Для лікарських потреб використовують заготовляють коріння восени, а суцвіття (кошики) збирають під час цвітіння.
Коріння ехінацеї містить глікозиди (ехінокозид), бетаїн, органічні кислоти, ефірну олію, мінеральні речовини (K, Mg, Fe, Al, Se), вітаміни. Галенові препарати стимулюють Т-систему імунітету. Підвищують першу фазу захисту, тобто стимулюють неспецифічний імунітет і фагоцитоз, діяльність макрофагів та нейтрофілів, посилюють бактерицидну активність клітин. Пізніше включається специфічний імунний захист, підвищується кількість Т-лімфоцитів та продукція цитокінів. Препарати ехінацеї мають противірусну дію, пригнічують активність гіалуронідази, яку продукують мікроорганізми та віруси (мікроорганізми і продукти їх діяльності руйнують мембрани клітин організму людини).
Клінічні дослідження показують, що препарати ехінацеї позитивно діють при лімфолейкозі, що може мати перспективу при протипухлинному захисті.
Галенові препарати ехінацеї мають стимулюючу дію на центральну нервову систему, посилюють сексуальну потенцію, сприяють загоюванню ран, підвищують захисні сили організму (імунітет). Застосовують при запальних процесах внутрішніх органів, виснаженнях організму, інфекційних захворюваннях, статевій слабкості у чоловіків (імпотенції), при виразках, опіках.
Ефективно лікує запальні процеси внутрішніх органів, депресії, виводить з організму важкі метали, радіонукліди.

## Форма вживання
Внутрішньо — настоянку коріння ехінації (10 г. подрібненого коріння на 100 мл. 70 % розчину спирту, настоювати 15 днів), приймати по 30 крапель тричі на день.
Зовнішньо — 30 крапель настоянки ехінацеї пурпурової розводять у 100 мл. ізотонічного розчину хлориду натрію і застосовують у вигляді компресів на пошкоджені ділянки тіла.

### Спиртові настоянки
Найпоширеніша форма вживання — настоянка ехінацеї пурпурової, що має бактеріостатичну, протизапальну дію. Її готують у співвідношенні 1 до 10 на 70-відсотковому спирті. Настоюйте в темному теплому місці 30-40 діб. Вживайте по 20-30 крапель за півгодини до їжі. Можливий і аптечний варіант.
Спиртова настоянка ехінацеї — ефективний лікувальний препарат для натирання під лопатками при тривалому кашлі.
Для стимуляції імунних процесів використовують спиртові композиції з настоянок ехінацеї, коріння цикорію, квіток гречки, чаполочі запашної у співвідношенні 2:1:1:1. Приймати по 20 крапель на одній ложці води тричі на добу за годину до їжі.

### Олійні настоянки
200 грамів щойно вимитого коріння залийте літрою олії та настоюйте 40 діб. Приймайте по столовій ложці тричі на добу через годину після їжі. Вона лікує ангіну, трахеїт, бронхіт, опіки, ерозії шийки матки, трофічні виразки. Олійні розчини ехінацеї в поєднанні з обліпиховою олією лікують виразкові хвороби шлунка, дванадцятипалої кишки.

### Чай
Чай, тобто, настій, з ехінацеї для імуномоделівного ефекту достатньо пити всю зиму і весну, заливши всього дві-три квіточки півлітра киплячої води і настоявши 30-40 хвилин.

## Вирощування рослини
Ехінацея — рослина невибаглива, її висівають навесні, влітку, під зиму. Весняний період сівби — березень-квітень, літній червень — липень, осінній — жовтень-листопад.
Якщо рослину вирощувати розсадним способом, висадивши в ґрунт ранньою весною, то вже на перший рік її можна використовувати як ліки. Існує ще один спосіб — це ділення куща дво- чи трирічної рослини.
Сходи з'являються на 12—15 день після сівби. Час від часу рослину слід прополювати. У перший рік стебла досягають висоти 40-70 см і зацвітають. На другий-третій — рослини інтенсивно ростуть, квітнуть. Наземну частину зрізають та сушать, коріння викопують.